# Trimpula (Kā Daugava vaida)

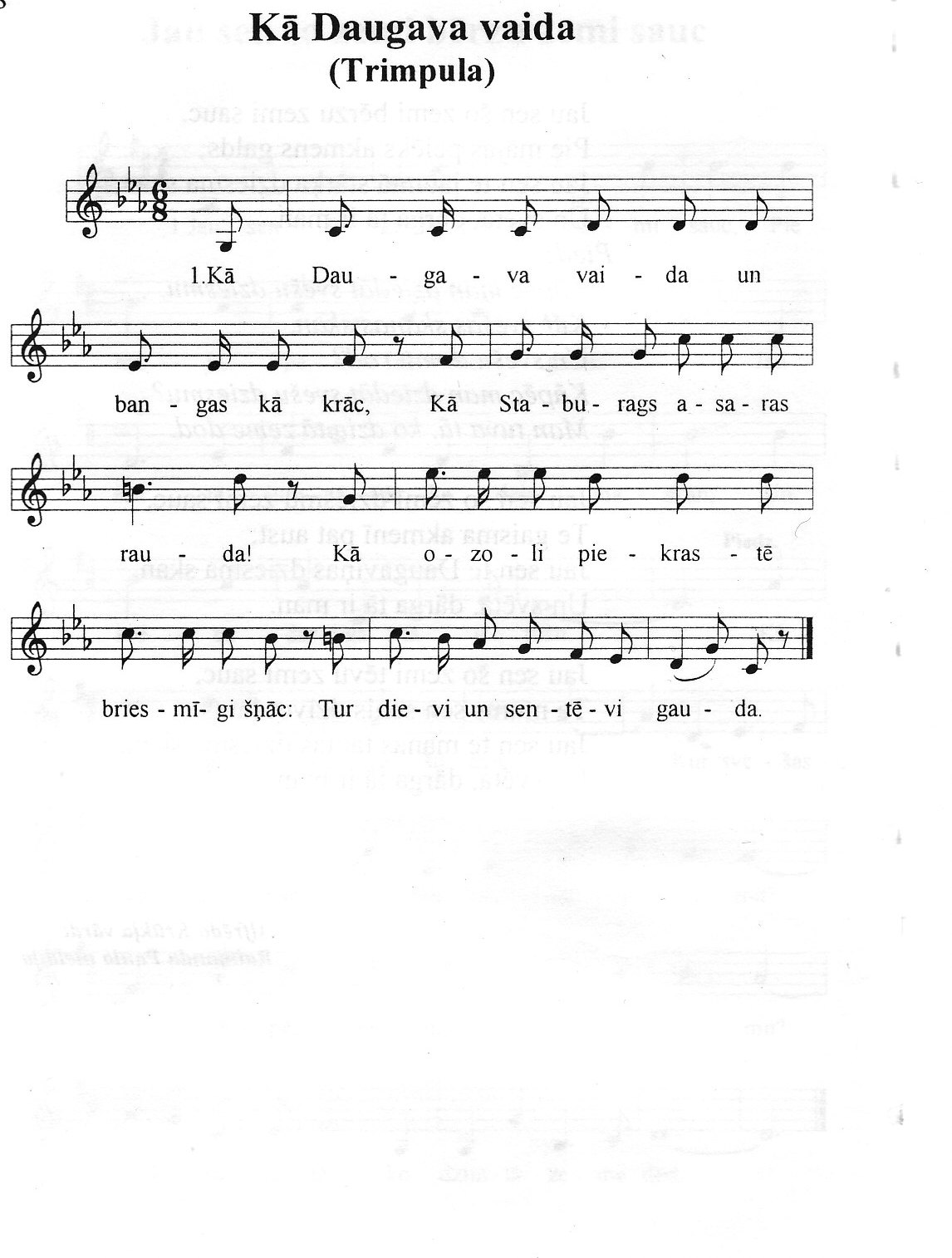
Начальные ноты песни.

Trimpula (Kā Daugava vaida) — патриотическая хоровая песня Карлиса Бауманиса, написанная на слова Аусеклиса. Песня была исполнена на Втором Всеобщем латышском певческом празднике в 1880 году. Он посвящен Тримпулу, вымышленному богу древних латышских праздников.
Песне суждено было глубже прижиться в народе, хотя позже она и пыталась составить конкуренцию одноименному сочинению Эрнеста Вигнера. В песне использована популярная поэма Аусеклиса с упоминанием «бизман (латыш. bizmaņi)», что было характерно для борьбы композитора Бауманиса за латышские идеалы. В свое время Язепс Витолс признал песню глубоко интуитивной, причислив ее к лучшим произведениям К. Бауманиса.

## История
В 1874 году Аусеклис не мог найти работу в Латвии, поэтому он отправился в Петербург, где познакомился с композитором Карлисом Бауманисом.
С 1860 года Бауманис работал учителем немецкого языка в реформатской школе Санкт-Петербурга и работал над газетой «Pēterburgas Avīzes» (1862-1865), где в то время также работали Кришьянис Валдемарс и сам Аусеклис. В семинарии Цимзе Карлис научился гармонизировать народные песни в духе немецкой музыки. В 1865 году Бауманис брал частные уроки игры на фортепиано у профессора Петербургской консерватории Ф. Черни.
Важным поворотным моментом в его жизни стало избрание его спикером Рижского латышского общества и членом певческой комиссии в 1870 году, где он активно участвовал в подготовке Первого всеобщего латышского певческого праздника. В начале 1870-х годов были созданы первые оригинальные латышские песни Карлиса Бауманиса, которые позже были включены в программу многих певческих фестивалей.

## Текст песни
| Kā Daugava vaida un bangas kā krāc, Kā Staburags asaras rauda! Kā ozoli piekrastē briesmīgi šņāc: Tur Dievi un sentēvi gauda Vai Pērkonam tāpēc bij' Daugavu rakt Lai Dieviem un tēvijas sargiem Bij skaudīgi slāpušiem ūdeni lakt, Ar bizmaņiem kaudamies bargiem? | Gan sentēvi mācēja pamielot tos Ar saldajo miestu un alu. Tad nebij' neviena, kas nelīksmotos Gar Latvijas Daugavas malu. Jūs meitiņas šurpu ar vainadziņiem, Ar mētrām un ozola zariem. Un puiši ar alu un karodziņiem, Lai ziedojam slāpušiem gariem! | Lai Daugavas grīva līdz pamatiem žūst, Pat jūra lai izsīktu sausa, Tad Trimpum vēl mūžīgi alum būst plūst, Lai dzeram ir paši iz kausa! Lai dzeram. lai dziedam, lai uzsākam diet, Lai svēts mums ir dievības likums, Lai Trimpus no jauna mums alu sāk liet, Lai atdzīvo sentēvu tikums! |